# أندرياس رايزينغر
أندرياس رايزينغر (بالألمانية: Andreas Reisinger)‏ (مواليد 14 أكتوبر 1963) هو لاعب كرة قدم. يلعب مع منتخب النمسا لكرة القدم. سبق له أن لعب في كأس العالم لكرة القدم مع منتخب بلاده.

## روابط خارجية
- أندرياس رايزينغر على موقع الاتحاد الدولي (مؤرشف)  (الإنجليزية)
- أندرياس رايزينغر على موقع قاعدة بيانات كرة القدم.إي يو (الإنجليزية)
- أندرياس رايزينغر على موقع ناشيونال فوتبول تيمز (الإنجليزية)